# جبوم

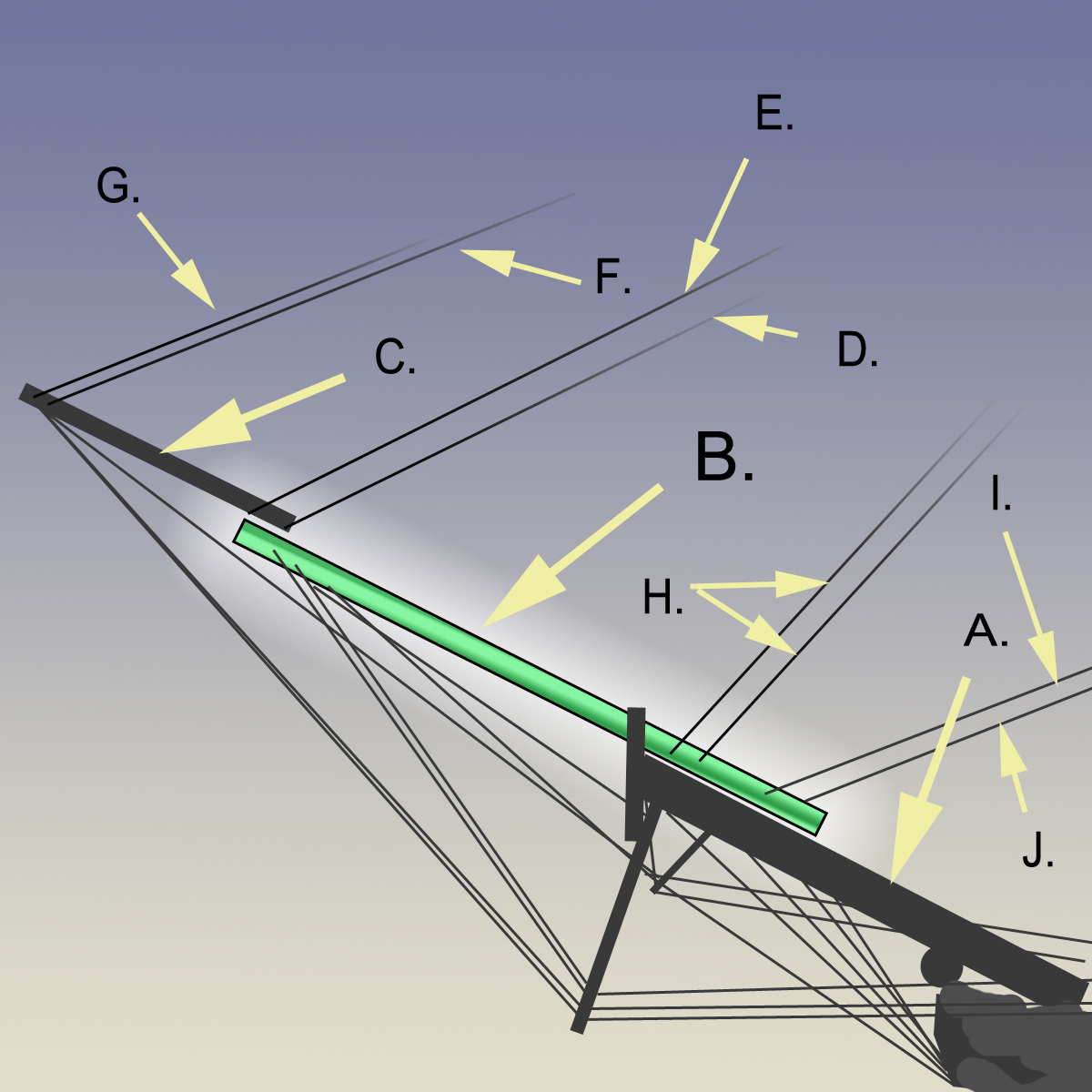
يُرى الجبوم حيث ملونًا باللون الأخضر، الجبوم الطائر هما يُشير إليه السهم ذو الاسم c

الجِبُّوم هو صار يستخدم لتمديد طول الدقل المائل على السفن الشراعية. ويُمكن تطويله باستخدام الجبوم الطائر.